# کاترینا ایستومینا
کاترینا ایستومینا (انگلیسی: Kateryna Istomina؛ زادهٔ ۷ مارس ۱۹۹۴) ورزشکار ورزش شنا اهل اوکراین است.
وی در مسابقات کشوری و بین‌المللی در مجموع برندهٔ ۱ مدال طلا، ۶ مدال نقره، ۳ مدال برنز شده‌است.